# トゲグモ
トゲグモ（棘蜘蛛）は、丸網を張るコガネグモ科のクモの一種であるが、トゲグモ属並びにそれに類するクモの総称でもある。近縁のものは熱帯に広く分布する。

## トゲグモ
トゲグモ(Gasteracantha kuhlii C.Koch))は、節足動物鋏角亜門クモ綱クモ目コガネグモ科トゲグモ属に属するクモである。腹部は硬く、刺がある。この類では本土に生息するほぼ唯一の種である。南西諸島には下記のもう一種がある。
体長は雌成虫で7-8mm。全体にやや偏平で、ずんぐりとしたクモである。全身ほぼ真っ黒。頭胸部はほぼ正方形に近い長方形で、頭部も幅がさほど狭くならず、むしろ上に盛り上がっている。歩脚は全体に短めで、縮めると胸部と腹部の側面にぴったりと収まる。
腹部は上面が偏平になっている。全体の形は丸みを帯びた、やや横長の長方形に近い形になっている。前後の辺の延長の方向にはっきりとした三角形の突起があり、腹部後方にもほぼ同大の突起がある。腹部は全体のキチン化しているので、手のひらに握り込むと突起が刺さって痛いくらいに硬い。腹部表面はつやがあって黒く、背面に白い斑紋がある。斑紋は周辺が入り組んだ形で、ロールシャッハテストのような形である。
雄は雌よりはるかに小型で、4mmほど、メスの約半分しかない。腹部は雌の腹の形を後へ向けてしぼませような、三角形に近い形である。
山地の森林に生息し、樹木の幹の間に、完全な垂直丸網を張る。網そのものは小さいが、広い空間に網を張る傾向がある。
卵嚢は樹木の樹皮状に丸い固まりを押しつけたような形で、その表面にモスグリーンのカバーがあり、さらにその上に粗い糸がかかっていて、外見は地衣類に似る。生活史については、神奈川での観察では夏の終わりから秋に産卵する。卵は秋に孵化するが、幼生は卵嚢内にとどまって越冬する。幼生は5月頃に卵嚢を出て、それから雄は約二ヶ月、雌は約三ヶ月で成熟する。
本州以南に分布するが、沖縄からは知られていない。国外ではインド・フィリピン・台湾・韓国・中国から知られている。

## 熱帯のトゲグモ類
トゲグモ属は世界に70種が知られ、それ以外にも類似の棘を持つクモは多い。
日本のトゲグモ類は、その形はともかく、地味な色合いのクモであるが、熱帯地方では種類が多く、しかも派手な色彩、派手な形のものが多い。いずれも中型で、垂直丸網を昼間に張っているクモであるが、種ごとにさまざまな形の角を持ち、黄色や赤などの鮮やかな彩りのものがある。長い角をもっている種では、そのために網が垂れ下がっていることもあるほどである。